# 开合
开合是一个汉语音韵学术语，是“开口”和“合口”的合称:212。若某字在中古汉语语音中没有介音[u]/[w]，则属“开口”，如“何”、“鞋”、“删”；若存在介音[u]，则属“合口”，如“禾”、“怀”、“栓”。

## 开合和切韵音
在反映中古隋末唐初语音的《切韵》系韵书如《切韵》、《广韵》等书中，没有明确的提到“开合”的概念。但可以看出，存在“无介音[u]”和“有介音[u]”的对立。
如“下平声十一唐”中，“光”，古黄切；“冈”，“古郎切”。两字反切上字都为“古”，声母相同；韵部都为“唐”，韵腹、韵尾、声调都相同。但两字属于不同的小韵，读音不同，差别就在韵头：“光”有介音[u]，是合口字；“冈”无介音[u]，是开口字。

## 开合和韵图
在《韵镜》等韵图中，每页都会标明开合，如“内转第一开”、“内转第七合”。
《韵镜》中一些转标为“开合”，如第二、第三、第四、第十二转。一般认为这种标法不符合《韵镜》通例，系后人误改。按《韵镜》通例，凡《广韵》系韵书中开合口不同的韵部（如开口的寒韵和合口的桓韵）和一韵中开合口不同的韵类（如唐韵的开口和合口）都分开列图，不应有一图兼含开合口的现象。但也有些研究者根据现代方音认为标注“开合”的韵可能在宋代具有开口和合口两种读音:212。

## 门法
开合也是一种等韵门法，指某些字的开合与其反切下字的开合不一致，在韵图上寻找这些字时，应在与反切下字相对应的开口或合口图内才能找到。
这种情况主要发生在被切字是唇音字或用唇音字作反切下字的时候:212。如“满”，莫旱切，“旱”在开口的旱韵，《韵镜》外转第二十三开；“满”在合口的缓韵，《韵镜》外转二十四合。又如“幻”，胡辨切，“辨”在裥韵开口，《韵镜》外转第二十一开；“幻”在裥韵合口，《韵镜》外转第二十二合。具体原因见下一节。

## 唇音字的开合
《切韵》中唇音字的开合情况如下：
- 开合不分韵的韵部中，唇音字的反切下字可以用开口字，也可以用合口字。如“傍”，平声步光切，去声蒲浪切，“光”为合口字，“浪”为开口字。
- 开合分韵的韵部中，如果韵腹是央、后元音，唇音字属于合口韵部，反切下字用唇音字和其他合口字。如山摄一等韵有对立的开口的寒韵和合口的桓韵，唇音字都属桓韵；“盘”，薄官切，“官”为合口字。
- 开合分韵的韵部中，如果韵腹是前元音，唇音字属于开口韵部，反切下字用唇音字和其他开口字。如臻摄三等韵有对立的开口的真韵和合口的谆韵，唇音字都属真韵；“彬”，符巾切，“巾”为开口字。

因此，唇音字没有开合口的对立。赵元任《中古汉语的语音区别》和李荣《切韵音系》中都主张中古汉语唇音字不分开合口。虽然原则上没有对立，但是在开合口分韵而且原来的主要元音是央、后元音的韵部中，唇音声母后有一个介音[u]:19、178。
这和现代汉语普通话的情况非常类似。其他位置的声母都有有无介音[u]的对立，如“单”和“端”、“甘”和“关”、“三”和“酸”、“詹”和“砖”、“安”和“湾”，只有唇音原则上没有开合口的对立。在与o相拼时，声母后也有一个介音[u]，但因为没有对立，拼音中buo可以简写成bo:180。

## 开合和上古汉语
上古汉语中是否有和中古汉语一样的四等二呼，学者有不同的意见。王力、周法高、董同龢、高本汉的拟音中都有介音[u]/[w]。李方桂则假定上古没有合口介音，而有一套唇化的软腭和声门声母，如[kʷ]、[hʷ]；郑张尚芳的拟音也与之类似。

## 开合和四呼
一般的说，近代汉语和现代汉语中的四呼中，开口呼和齐齿呼在中古是开口，合口呼和撮口呼在中古是合口。

## 日本汉字音中的开合
880年，日本僧人安然所著《悉昙藏》以当时中国的音韵学知识阐释梵语读音，提到“開口”“張口”。不用“张”而改用“合”以《韵镜》为开端。
歴史仮名遣中，记作au（apu）、kau、kyau的词在鎌倉時代（1185—1333）发音为ao、kao、kyao，到室町時代均统一为一个长o，与现代的「オー」相比开口度更大。而ou（opu）、kou、kyou、eu、opo、kopo则在室町時代统一为与现代发音相同的长o。葡萄牙传教士陆若汉（1561？-1633）的《日本大文典》（1604-1608）中，“开o”为ŏ，“合o”为ô。较低的o并入较高的o首先发生在东部的下层口音中，17世纪初时，关东就已经基本完成合流，稍迟的京都也至迟在明暦年間（1655-1658）合流。kwiクヰ、kweクヱ、kwaクヮ、gwaグヮ之类合拗音中，kwi、kwe在鎌倉時代基本消亡，kwa、gwa一直存续到幕末，现代假名遣取消，但仍在少数方言中存活下来（如秋田话）。